# Cyklistika na Letních olympijských hrách 1976
Cyklistické soutěže na Letních olympijských hrách v Montréalu.

## Silniční cyklistika

### Muži
| Kategorie                      | Zlato                                                                                         | Stříbro                                                                                    | Bronz                                                                   |
| ------------------------------ | --------------------------------------------------------------------------------------------- | ------------------------------------------------------------------------------------------ | ----------------------------------------------------------------------- |
| Muži závod s hromadným startem | Bernt Johansson · Švédsko (SWE)                                                               | Giuseppe Martinelli · Itálie (ITA)                                                         | Mieczysław Nowicki · Polsko (POL)                                       |
| Muži časovka družstev          | Sovětský svaz (URS) · Aavo Pikkuus · Valerij Čaplygin · Anatolij Čukanov · Vladimir Kaminskij | Polsko (POL) · Ryszard Szurkowski · Tadeusz Mytnik · Mieczysław Nowicki · Stanisław Szozda | Dánsko (DEN) · Jørn Lund · Verner Blaudzun · Gert Frank · Jørgen Hansen |

## Dráhová cyklistika

### Muži
| Kategorie                   | Zlato                                                                                | Stříbro                                                                                     | Bronz                                                                            |
| --------------------------- | ------------------------------------------------------------------------------------ | ------------------------------------------------------------------------------------------- | -------------------------------------------------------------------------------- |
| 1000 m s pevným startem     | Klaus-Jürgen Grünke · Německá demokratická republika (GDR)                           | Michel Vaarten · Belgie (BEL)                                                               | Niels Fredborg · Dánsko (DEN)                                                    |
| stíhací závod (jednotlivci) | Gregor Braun · Západní Německo (FRG)                                                 | Herman Ponsteen · Nizozemsko (NED)                                                          | Thomas Huschke · Německá demokratická republika (GDR)                            |
| sprint (jednotlivci)        | Anton Tkáč · Československo (TCH)                                                    | Daniel Morelon · Francie (FRA)                                                              | Jürgen Geschke · Německá demokratická republika (GDR)                            |
| stíhací závod (družstva)    | Západní Německo (FRG) · Peter Vonhof · Gregor Braun · Hans Lutz · Günther Schumacher | Sovětský svaz (URS) · Viktor Sokolov · Vladimir Osokin · Aleksandr Perov · Vitalij Petrakov | Velká Británie (GBR) · Ian Hallam · Ian Banbury · Michael Bennett · Robin Croker |

## Přehled medailí
| Pořadí | Země                           | Zlato | Stříbro | Bronz | Celkově |
| ------ | ------------------------------ | ----- | ------- | ----- | ------- |
| 1.     | Západní Německo                | 2     | 0       | 0     | 2       |
| 2.     | Sovětský svaz                  | 1     | 1       | 0     | 2       |
| 3.     | Německá demokratická republika | 1     | 0       | 2     | 3       |
| 4.     | Československo                 | 1     | 0       | 0     | 1       |
| 4.     | Švédsko                        | 1     | 0       | 0     | 1       |
| 6.     | Polsko                         | 0     | 1       | 1     | 2       |
| 7.     | Belgie                         | 0     | 1       | 0     | 1       |
| 7.     | Francie                        | 0     | 1       | 0     | 1       |
| 7.     | Itálie                         | 0     | 1       | 0     | 1       |
| 7.     | Nizozemsko                     | 0     | 1       | 0     | 1       |
| 11.    | Dánsko                         | 0     | 0       | 2     | 2       |
| 12.    | Velká Británie                 | 0     | 0       | 1     | 1       |